# Rabensburg (Herrschaft)
Die Herrschaft Rabensburg war eine Grundherrschaft im Viertel unter dem Manhartsberg im Erzherzogtum Österreich unter der Enns, dem heutigen Niederösterreich.

## Ausdehnung
Die Herrschaft, der auch die Herrschaft Hauskirchen und das Gut Niederabsdorf angehörten, umfasste zuletzt die Ortsobrigkeit über Altlichtenwarth, Bernhartsthal, Dobermannsdorf, Hausbrunn, Hohenau, Neusiedl, Niederabsdorf, Palterndorf, Rabensburg, Ringelsdorf, Waltersdorf und Hauskirchen. Der Sitz der Verwaltung befand sich im Schloss Rabensburg. 

## Geschichte
Der letzte Inhaber der teils im Familienfideikommiss und teils als Allod gehaltenen Herrschaft war Alois Josef Fürst von und zu Liechtenstein, bis mit den Reformen 1848/1849 die Herrschaft aufgelöst wurde.